# رقص ایکی آروادلی
رقص ایکی آروادلی (به ترکی آذربایجانی: İki arvadlı) (به انگلیسی: Iki arvadli) از جمله رقص‌های فولکلوریک قدیمی اهالی آذربایجان است.
این رقص رقصی است کمیک در منطقه شکی و در روستای قاراداغلی آفریده شده و توسط آقایان اجرا می‌شود.

## منبع
- آذربایجان و رقص‌های دنیا[پیوند مرده]
- ویکی‌پدیای انگلیسی